# Лажиска Гурне
Лажѝска Гу̀рне (на полски: Łaziska Górne; на силезки: Gůrne Łaźiska; на немски: Ober Lazisk; на латински: Lazyska Superiori; на чешки: Horní Lazyska) е град в Южна Полша, Силезко войводство, Миколовски окръг. Административно е обособен в самостоятелна градска община с площ 20,07 км2.

## Население
Според данни от полската Централна статистическа служба, към 1 януари 2014 г. населението на града възлиза на 22 460 души. Гъстотата е 1 119 души/км2.